# Louis-Jodel Chamblain
Louis-Jodel Chamblain (nascido em 18 de janeiro de 1953 ou 1954) é um influente militar haitiano, foi sargento do exército haitiano e posteriormente líder paramilitar rebelde. Ele é considerado um criminoso de guerra por organizações internacionais de direitos humanos.
Chamblain emergiu pela primeira vez como uma figura notória como sargento da junta militar de transição no Haiti após o colapso da ditadura de Jean-Claude Duvalier em 1986. Em 1987, teria chefiado esquadrões da morte governamentais que atacaram os eleitores durante as eleições presidenciais de 1987, fazendo com que fossem canceladas; a eleição permitiria a transição para o governo civil.
As eleições civis ocorreram em 1990, nas quais Jean-Bertrand Aristide foi eleito, mas o golpe de Estado de 1991, no qual Chamblain estava envolvido, depôs Aristide apenas oito meses depois. Imediatamente após o golpe, a reputação de brutalidade de Chamblain cresceu ainda mais, já que ele teria sido responsável por milhares de assassinatos de partidários de Aristide.
Chamblain era o segundo no comando de uma organização paramilitar, a Frente para o Avanço e Progresso do Haiti (FRAPH), fundada em agosto de 1993 quando as tensões aumentaram entre os defensores do restabelecimento de Aristide e os apoiadores do governo militar. Com o fim do regime militar e a restauração de Aristide (após a intervenção dos Estados Unidos pela Operação Uphold Democracy) em 1994, Chamblain se exilou na República Dominicana. Ele foi condenado à revelia por seu envolvimento no assassinato de Antoine Izméry, um conhecido ativista pró-democracia, e por seu envolvimento no Massacre de Raboteau.
Em fevereiro de 2004, Chamblain regressou do exílio para participar de uma nova rebelião contra Aristide. Pouco depois de seu retorno, capturou a cidade central de Hinche da polícia haitiana com uma força de cinquenta homens.
Após o retorno de Chamblain e o colapso do governo de Aristide em 2004, a Anistia Internacional pediu que as forças de paz da ONU prendessem Chamblain por sua suposta participação em vários crimes de guerra em 1987, 1991 e 1993-1994. Em abril de 2004, ele se entregou para enfrentar um novo julgamento no caso do assassinato de Izméry e foi absolvido. Apesar da absolvição, permaneceu detido pelas autoridades judiciais que investigam sua responsabilidade pelo incêndio que devastou parcialmente Cité Soleil, uma favela nos arredores da capital Porto Príncipe em 1993. Finalmente, foi libertado da prisão em agosto 2005 em virtude de um julgamento do Tribunal de Apelação de Porto Príncipe. 
Chamberlain apareceu junto com Jean-Claude Duvalier como seu chefe de segurança no retorno de Duvalier do exílio em 16 de janeiro de 2011.